# منظمة الأشعة الأمريكية للنساء
منظمة الأشعة الأمريكية للنساء هي منظمة مهنية تم انشائها في عام 1981 ميلاديا كمصدر للتنشئة المهنية للنساء في مجال الأشعة الذي يسيطر عليه الرجال. المثل الأعلى للمنظمة هي «ماري كوري» عالمة متميزة، وأم، ومدرسة. وتتمثل الأهداف الأساسية للمنظمة في توفير مكان لقضايا المرأة الفريدة في مجال الأشعة، وعلاج الأورام بالإشعاع، والمهن ذات الصلة، ورعاية البرامج التي تزيد من فرص النساء، وتسهيل التواصل بين أخصائي الأشعة النساء.